# 富爾頓山
富爾頓山（英語：Mount Fulton）是南極洲的山峰，位於瑪麗伯德地，處於帕瑟爾山和吉爾摩山之間，屬於福特山脈中登費爾德山脈的一部分，海拔高度900米，現時由南極條約體系管理。